# 冷鐓
冷镦是紧固件成型工艺中的一种主要加工方式。冷镦技术采用金属压力的方式加工，金属在常温状态下，在外力的作用下产生的变形，并借助于模具，使金属形状发生重新分布及转移，从而形成所需要的零件或毛坯的加工方法。螺纹类紧固件多采用冷镦的方式生产。

## 优点
冷镦的适用于紧固件（也含一部分异形件）的大批量生产。主要优点如下：
- 材料利用率高。冷镦少或无使用切削加工方法，对材料的利用率高，浪费少。
- 生产率高。金属产品变形的时间和过程都比较短，可大大提高生产率。

## 缺点
- 冷镦可以生产出很贴近最终产品尺寸的工件。但是冷镦有一个比较重要的影响数据就是加工完的成品的长径比很难超过3:1，但是如果有合适的模具可以加工超过3:1长径比的产品。

## 冷镦机
冷镦机是指专门用来批量生产螺母螺栓等紧固件的专用设备。老式的冷镦机被称为单冲程冷镦机，因为它有一个重锤，而新式的冷镦机被称为双冲程冷镦机，因为它拥有两个重锤，在一个重锤敲打完毕后第二把重锤立即上去敲打。
冷鐓鋼
又稱鉚螺鋼或冷頂鍛鋼，成型用鋼，冷鐓是在室溫下採用一次或多次衝擊載入，廣泛用於生產螺釘、銷釘和螺母等標準件。冷鐓工藝可節省原料和降成本，而且通過冷作硬化提高工作的抗拉強度，改善性能，冷鐓用鋼必須其有良好的冷頂鍛性能，鋼中S和P等雜質含量減少，對鋼材的表面質量要求嚴格，經常採用優質碳鋼，若鋼的含碳鋼大於0.25%，應進行球化退火熱處理，以改善鋼的冷鐓性能。
冷鐓鋼盤條一般為低、中碳優質碳素結構鋼和優質合金結構鋼，用來冷鐓成型製造各種機械標準件和緊固件。因冷鐓工藝要求該鋼具有高的潔淨度，控制鋼中的Si、Al的含量，採用控制軋制和控制冷卻工藝，避免出現馬氏體、貝氏體和魏氏體組織，使鋼材具有細晶和碳化物球化組織，以提高鋼材的 塑性和冷頂鍛性能。介紹了冷鐓鋼的開發和生產情況，化學成分對冷鐓性能的影響，冷鐓鋼的生產工藝特長。冷鐓鋼因冷成型性能良好，在機械加工行業用冷拔代替熱軋材冷切削機加工，這種工藝的優點是在節約大量工時的同時，金屬消耗可以降低10%~30%，而且產品尺寸精度高，表面光潔度好，生產率高，是近年來興起的較先進的機加工工藝。據中國冶金報刊有關冷鐓鋼數據資料表明，冷鐓鋼市場2003年全國緊固件需求量達到300萬噸，2005年需求量預測將增至500萬噸，其中汽車用螺栓等中高檔冷鐓鋼絲緊固件超過100萬噸。目前，華南一帶的冷鐓鋼市場已經飽和，華東地區尚有10~20萬噸的市場空間。中國汽車工業用鋼材品種構成中冷鐓鋼占7%~12 %。近幾年來，中國開發的冷鐓鋼品牌在增加，產量在增長，質量在改進。如馬鋼：SWRCH18A、1018、ZL10A、ZL15A、ZL18A；湘鋼：XSWRCH10K 、SWRCH35K、SWRCH6A、22A、ML40Cr、ML35CrMo；寶鋼：SWRCH35K；天鋼：SWRCH18A、SWRCH22A；萊鋼：ML35；石鋼；ML35、ML40、ML45、 45#；杭鋼：ML35、ML40、CH35ACR；包鋼：ML35、ML42CrMo、SWRM12；太鋼：ML07A、ML20MnTiB、CH1T；首鋼：ML35、ML15；江陰興澄：ML35；江蘇沙鋼：SWRCH35K15MnCrNiCu；大連金牛股份：ML35、ML15MnVB、ML20MnVB、ML20MnTiB、ML35CrMo、ML40Cr、ML35Mn、ML20Cr等品種。顯然，冷鐓鋼的開發生產已經形成了一定的批量和規模。 日本愛知制鋼公司近年開發了AUS系冷鍛用不鏽鋼。公司開發的AUS系列產品，按產品使用的方法不同而分別將其分為奧氏體（A）、鐵素體（F）、馬氏體（M）及沉澱硬化系列。
冷鍛用線材的典型用途是製作螺栓，其強度範圍大，從抗拉強度400MPa到1200MPa以上，且形狀多。俄羅斯生產的緊固件品種和種類接近世界水平。製造了約10%強度級別8.8以上高強度緊固件。 進口鋼絲與國內35#中碳鋼相近，但它的金相組織非常細小均勻，白色小粒狀的先共析鐵素體非常均勻地彌散分布在基體上，沒有網狀組織存在。 晶粒大小僅為1~2μm，為國產中碳鋼絲的1/10左右。並且具有良好的強塑性，在拉拔過程中顯示出優良的拉拔性能，斷絲率較低。 研究認為，進口鋼絲可能在熱處理時並沒有完全奧氏體化，而僅僅加熱到奧氏體和鐵素體的兩相區進行保溫後再冷卻至室溫，進口鋼絲的奧氏體化溫度低，保溫時間短，從而熱處理後的組織細小，滲碳體與正常奧氏體化處理的滲碳體相比，尺寸更小，厚度更薄，分布更加均勻，呈現出進口鋼絲特殊的“兩相組織”。基本上為完全珠光體組織，僅有少量小塊狀（尺寸約5μm）先共析鐵素體。冷鐓鋼生產的工藝流程：鐵水→轉爐→精煉爐→連鑄（模鑄）→鑄坯檢查→初軋開坯、連軋→鋼坯修磨→高線熱軋盤條→成品檢驗→入庫。冶煉冷鐓鋼的關鍵是要提高鋼水的純淨度，降低鋼水的非金屬夾雜物的污染度。鋼水終點碳含量穩定在規定範圍內是降低鋼水氧化程度和減少鋼水非金屬夾雜污染的主要措施。 在金屬製品生產中廣泛使用ML35和ML45冷鐓鋼，結合各鋼廠的生產工藝和產品開發，具體介紹ML35鋼的有關情況。 首鋼和包鋼用轉爐生產ML35鋼，萊鋼和江陰興澄用電弧爐生產ML35鋼。ML35鋼的生產按照GB6478-86標準生產，主要用於製造8.8級高強度標準件。 首鋼提出：ML35冷鐓鋼屈服強度平均值為380MPa，合格的屈服強度≥380MPa；ML35冷鐓鋼抗拉強度的平均值為576MPa，合格的抗拉強度≥576MPa；ML35冷鐓鋼斷面收縮率的平均值為56%，合格的面縮率≥56%。 首鋼和包鋼生產ML35冷鐓鋼採用80噸轉爐冶煉。包鋼造渣制度是用單渣法，供氧制度定氧壓、變槍位，終點控制是拉碳補吹，爐後增碳。裝入制度是造渣分批、多次加入。